# Marquesado de Villamagna
El marquesado de Villamagna es un título nobiliario español que fue otorgado a Alonso Antonio Álvarez de Toledo y Mendoza, señor de Villafranca del Castillo, caballero de la Orden de Santiago, por el rey Felipe IV de España, en Madrid, el 17 de julio de 1624. En fecha desconocida de 1859 el marquesado de Villamagna recibió de la reina Isabel II de España la grandeza de España.
Los Villamagna residían en Madrid junto al antiguo palacio de los marqueses de Alcañices y duques de Sesto en el Paseo del Prado. En el solar de estas casas se levantó el primer edificio destinado a ser sede del Banco de España.

## Denominación
Su nombre se debe a la localidad italiana de Villamagna en la región de Abruzzo, del antiguo Reino de Nápoles.

## Marqueses de Villamagna
|                        | Titular                                                     | Periodo                |
| Creación por Felipe IV | Creación por Felipe IV                                      | Creación por Felipe IV |
| ---------------------- | ----------------------------------------------------------- | ---------------------- |
| I                      | Alonso Antonio Álvarez de Toledo y Mendoza                  | 1624-1658              |
| II                     | Luis Álvarez de Toledo y Enríquez                           | 1658-1681              |
| III                    | Inés Álvarez de Toledo Gaytán de Ayala y Enríquez de Guzmán | 1681-¿?                |
| IV                     | José López de Chaves y Toledo                               | ¿?-1704                |
| V                      | Bartolomé Ramírez de Arellano y Toledo                      | 1704-1715              |
| VI                     | Tomás Ramírez de Arellano                                   | 1715-1719              |
| VII                    | Antonio Hurtado de Mendoza                                  | 1720-1724              |
| VIII                   | Hermenegildo Hurtado de Mendoza y Baena                     | 1724-1791              |
| IX                     | Antonio Hurtado de Mendoza y Baena                          | 1791-1799              |
| X                      | Hermenegildo Hurtado de Mendoza                             | 1799-1817              |
| XI                     | Juan Pedro Sánchez Pleités y Hurtado de Mendoza             | 1817-1831              |
| XII                    | Luis Francisco Sánchez Pleités y García de la Peña          | 1831-1831              |
| XIII                   | José de Nieulant y Sánchez                                  | 1856-1878              |
| XIV                    | Fernando Nieulant y Villanueva                              | 1882-1888              |
| XV                     | María Isabel de Nieulant y Altuna                           | 1890-1940              |
| XVI                    | Fernando de Fuentes Bustillo y Nieulant                     | 1950-1956              |
| XVII                   | María Amparo de Fuentes Bustillo y Nieulant                 | 1957-1959              |
| XVIII                  | Enrique Mélida y Fuentes Bustillo                           | 1959-1996              |
| XIX                    | Magdalena Mélida y de la Cruz                               | 1997-hoy               |

## Historia de los marqueses de Villamagna
- Alonso Antonio Álvarez de Toledo y Mendoza (m. 1658), I marqués de Villamagna,[3] señor de Villafranca del Castillo, caballero de la Orden de Santiago y corregidor de Badajoz.[4] Era hijo de Luis Álvarez de Toledo y Mendoza, señor de Villafranca del Castillo y regidor de Madrid, y de Catalina de Espinosa[4] —hija de Diego de Espinosa, comendador del Campo de Criptana, aposentador mayor del rey Felipe II, hermano del famoso cardenal Espinosa— y de María de Arévalo y Sedeño.

Casó con su sobrina, María de Toledo y Enríquez de Guzmán (m. 1638), señora de Bolaños, hija de Antonio Álvarez de Toledo y Heredia, I conde de Cedillo y de su segunda esposa, Antonia Enríquez de Guzmán, hija de Enrique Enríquez de Guzmán y Mendoza, I señor de Bolaños —hijo  de Enrique Enríquez de Mendoza, I conde de Alba de Liste—, y de su primera esposa, Ana María de Guzmán. Sucedió su hijo:
- Luis Álvarez de Toledo y Enríquez (m. después de 1681), II marqués de Villamagna.[3][7]

Casó con María Ana Gaytán de Mendoza, hija de Luis Gaytán de Ayala y Padilla, I conde de Villafranca de Gaytán en 1624, presidente de la Casa de Contratación en Sevilla y caballero de la Orden de Santiago, y de Inés María de Ayala. Sucedió su hija:
- Inés Álvarez de Toledo Gaytán de Ayala y Enríquez de Guzmán, III marquesa de Villamagna,[9] señora de Bolaños y de Villafranca del Castillo.

Contrajo matrimonio con Alonso López de Chaves y Maldonado, IV marqués de Cardeñosa, señor de Sobradillo, Villavieja y Casa de Chaves en Ciudad Rodrigo, hijo de Garci López de Chaves, señor de Villavieja y Pedraza, y de su esposa María de Guzmán Maldonado y Ocampo, III marquesa de Cardeñosa. Sucedió su hijo:
- José López de Chaves y Toledo (m. 11 de noviembre de 1704), IV marqués de Villamagna[9] y V marqués de Cardeñosa, señor de Villafranca y regidor de Salamanca.[11] Soltero, sin descendencia, sucedió su tío:[9]

- Bartolomé Ramírez de Arellano y Toledo (baut. Sevilla, parroquial de San Bartolomé, 1 de septiembre de 1646[12]-Madrid, 13 de febrero de 1715[13]), V marqués de Villamagna[9] y I marqués de Gelo,[12] hijo de Luis Antonio Ramírez de Arellano, veinticuatro de Sevilla, II señor de Gelo y de su esposa Catalina Manuela de Toledo y Enríquez de Guzmán,[14] hermana del II marqués de Villamagna.[4]

Casó en 1668 con Josefa María de Vega Navarrete y Moreno. Sucedió su hijo:
- Tomás Ramírez de Arellano (m. 1719), VI marqués de Villamagna[9] y II marqués de Gelo.[4]

Casó con María Josefa Enríquez de Navarra. Sucedió su sobrino, hijo de su hermana Catalina Manuela Ramírez de Arellano y de Hermenegildo Hurtado de Mendoza.
- Antonio Hurtado de Mendoza (m. 2 de abril de 1724), VII marqués de Villamagna [9] y secretario del Santo Oficio.

Casó el 10 de julio de 1718 con Josefa de Baena y Salinas. Sucedió su hijo:
- Hermenegildo Hurtado de Mendoza y Baena (m. 19 de noviembre de 1791), VIII marqués de Villamagna.[9]

Casó en primeras nupcias el 13 de junio de 1734 con Estefanía de Baena y Angulo. Contrajo un segundo matrimonio el 11 de agosto de 1753 con Catalina González Torres de Navarra. Casó terceras nupcias el 4 de agosto de 1764 con María del Carmen Pleités y Roso. Sucedió su hijo del primer matrimonio:
- Antonio Hurtado de Mendoza y Baena (1742-10 de mayo de 1799), IX marqués de Villamagna.[9]

Casó el 16 de diciembre de 1758 con Manuela de Negrete y de la Torre (m. 1772). Sucedió su hermano:
- Hermenegildo Hurtado de Mendoza (m. 15 de enero de 1817), X marqués de Villamagna.[9] Sin descendencia, sucedió su sobrino:[9]

- Juan Pedro Sánchez Pleités y Hurtado de Mendoza (Osuna, 13 de mayo de 1766-30 de enero de 1856),  XI marqués de Villamagna y II marqués de Sotomayor, gran cruz de la Orden de Carlos III, comendador de Almagro en la Orden de Calatrava y maestrante de Sevilla.[17] Era hijo de María Manuela Hurtado de Mendoza (1746-1820)y de su esposo Francisco Sánchez Pleites y Rosso (19 de junio de 1729-1775), I marqués de Sotomayor.[a]

Casó con María Josefa García de la Peña y Torres (n. Palencia, 17 de junio de 1774), II marquesa de Perijá, camarista de la reina y de la Orden de María Luisa|, hija de José García de la Peña, marqués de Perijá, y de María Águeda de Torres. En 1831 le sucedió su hijo a quien cedió el título:
- Luis Francisco Sánchez Pleités y García de la Peña (m. Madrid, 22 de octubre de 1831),[18] XII marqués de Villamagna.[9]

Casó el 5 de enero de 1831 con María del Pilar Gayoso de los Cobos y Téllez-Girón (1803-1858), hija de Joaquín Gayoso de los Cobos, XI marqués de Camarasa y de su esposa Josefa Manuela Téllez-Girón, marquesa de Marguini. Después de enviudar, María del Pilar contrajo segundas nupcias en 1835 con José María Queipo de Llano y Ruiz de Sarabia, VII conde de Toreno. Sin descendencia, sucedió su sobrino en 1856:
- José de Nieulant y Sánchez Pleités (Madrid, 6 de noviembre de 1822-Madrid, 2 de marzo de 1878), XIII marqués de Villamagna,[9][20] grande de España desde 1859, caballerizo mayor, alcalde de Madrid, senador vitalicio, y caballero de la Orden de Calatrava.[20][9] También obtuvo la Gran Cruz de Isabel la Católica, la de San Fernando y la de San Hermenegildo.[20] Era hijo de Luis Sebastián de Niulant, conde de Niulant, y de María Luisa Sánchez Pleités y Hurtado de Mendoza.[20]

Casó el 21 de mayo de 1846 con María del Pilar Villanueva y Carbonell, VII condesa de Alba Real, hija de José de Rivera y Villanueva, VI conde de Alba Real, y de Ramona Carbonell y de la Huerta.  Sucedió su hijo:
- Fernando Nieulant y Villanueva (m. 22 de junio de 1888), XIV marqués de Villamagna,[9] marqués de Gelo[20] y alcalde de Córdoba.[9]

Casó el 6 de marzo de 1870 con Matilde de Altuna y López. Sucedió su hija:
- María Isabel de Nieulant y Altuna (m. 12 de febrero de 1940), XV marquesa de Villamagna.[9]

Casó el 18 de enero de 1890 con Alberto de Fuentes Bustillo y Cueto, III marqués de Valmar. Sucedió su hijo:
- Fernando de Fuentes Bustillo y Nieulant (1891-29 de febrero de 1956), XVI marqués de Villamagna.[9]

Casó el 20 de abril de 1914 con María del Pilar de Vejarano y Bernaldo de Quirós, Sucedió su hermana:
- María Amparo de Fuentes Bustillo y Nieulant (m. 28 de junio de 1991), XVII marquesa de Villamagna.[9]

Casó en primeras nupcias el 13 de abril de 1913 con Miguel Llorens y Colomer (m. 1916). Contrajo un segundo matrimonio con Enrique Mélida García (m. 1942). Sucedió su hijo del segundo matrimonio a quien cedió el título en 1959:
- Enrique Mélida y Fuentes Bustillo (m. 1996), XVIII marqués de Villamagna.[9]

Casó el 6 de diciembre de 1952 con Magdalena de la Cruz y Rodríguez.  Sucedió su hija:
- Magdalena Mélida y de la Cruz, XIX marquesa de Villamagna.[9]

. Casó con Juan Emilio de Fortuny y López de Oliver. Divorciados.